# Schistophragma pusilla
Schistophragma pusilla är en grobladsväxtart som beskrevs av George Bentham. Schistophragma pusilla ingår i släktet Schistophragma och familjen grobladsväxter. Inga underarter finns listade i Catalogue of Life.